# Adolf Hühnlein
Adolf Hühnlein (Neustadt bei Coburg, 12 de noviembre de 1881-Múnich, 18 de junio de 1942) fue un dirigente del Partido Nazi. Era el Korpsführer (Jefe) del Cuerpo Motorizado Nacionalsocialista (NSKK) desde 1933 hasta su muerte en 1942.

## Biografía
Asistió al Gymnasium en Bayreuth y después del bachillerado emprendió la carrera de oficial en las tropas de ingenieros del ejército de Baviera En 1912 asistió a la Academia de Guerra de Múnich. En la Primera Guerra Mundial fue jefe de compañía, de batallón y al final oficial de Estado Mayor. Fue condecorado con la Cruz de Hierro de Segunda Clase y de Primera Clase en 1914, y fue premiado póstumamente con la Orden alemana el 22 de junio de 1942.
Hühnlein era presidente de la Nationale Sportbehörde für die Deutsche Kraftfahrt (Autoridad Deportiva Nacional para el Automovilismo Alemán) y entregaba a menudo los trofeos en las carreras del Gran Premio de Alemania, acompañado de todo el montaje propagandístico nazi. A todos los conductores de coches de carreras se les pidió que se hicieran miembros del NSKK.
El conductor más famoso de vehículos de competición que pudo rivalizar con Hühnlein fue Bernd Rosemeyer, quien condujo el Auto Union Silberpfeil («Flecha Plateada» de Auto Union). Aunque fue miembro del NSKK, Rosemeyer, como muchos otros conductores, nunca mostró aprecio o respeto por Hühnlein o el NSKK, organización a la cual se les obligó a unirse. Rosemeyer fue el marido de la famosa piloto alemana, Elly Beinhorn, y ganó el Campeonato Europeo de Pilotos 1936.

## Premios y condecoraciones
- Cruz de Hierro 2.ª Clase (1914)
- Orden al Mérito Militar (Baviera) 4.º Clase con espadas (1915)
- Cruz de Hierro 1.ª Clase (1915)
- Orden al Mérito Militar (Baviera) 4.º Clase con corona y espadas (1919)
- Orden de la sangre (número 8, 1934)
- Cruz al Mérito de Guerra 2.ª Clase con espadas y 1.ª Clase con espadas
- Orden alemana (1942)